# Brigidino di Lamporecchio
Les brigidini sont des pâtisseries typiques de Lamporecchio, une commune de la province de Pistoia. Ce sont des biscuits jaune-orangé à surface bombée, très friables, de forme grossièrement circulaire, d'environ 5 centimètres de diamètre. 
Ces biscuits peuvent être trouvés dans presque toutes les foires, événements et festivals toscans (et souvent aussi dans d'autres régions), dans les parcs d'attractions et dans d'autres endroits similaires, vendus par des vendeurs ambulants qui les préparent sur place.

## Étymologie
L'origine du nom semble provenir des brigidine, des religieuses d'un couvent de Pistoia consacré à sainte Brigitte de Suède qui, vers le milieu du XVIe siècle, inventèrent ces biscuits.

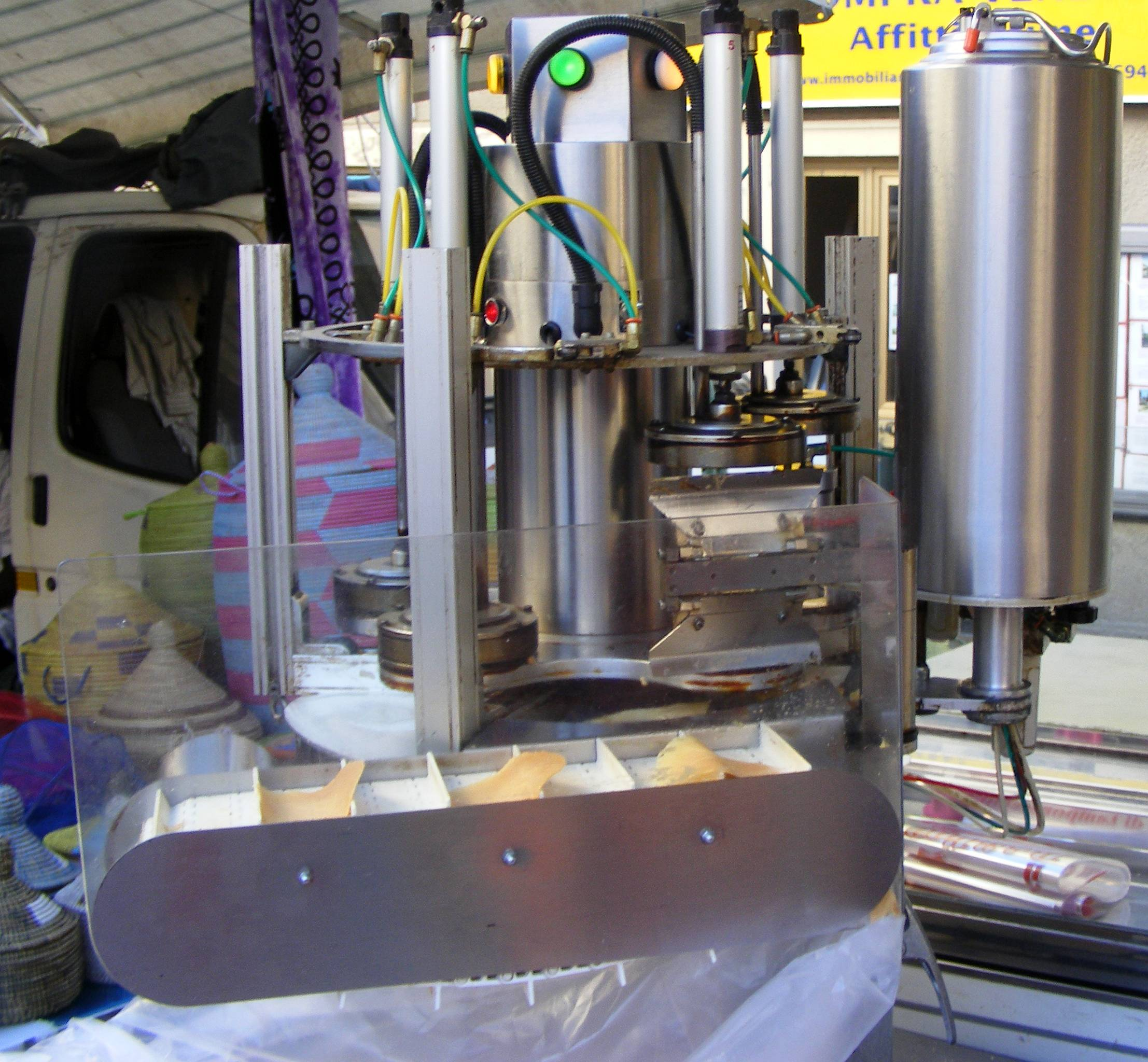
Machine à fabriquer les brigidini.

## Préparation
Les ingrédients de la pâte utilisée pour les fabriquer sont : du sucre, de la farine, des œufs et de l'essence liquide d'anis (dans les recettes traditionnelles et artisanales, les graines peuvent également être utilisées).
Actuellement la préparation s'effectue avec une machine électrique automatisée qui dépose la pâte sur des moules en aluminium, généralement gravés du dessin à réaliser sur la galette, et qui la presse dessus à l'aide de pistons à air comprimé, pour ensuite détacher le brigidino fraîchement préparé de l'assiette à travers une porte. Une fois refroidis et durcis (lorsqu'ils viennent d'être fabriqués, ils sont malléables), les brigidini sont emballés dans des sacs transparents typiques de forme étroite et allongée.